# Spirostachys
Spirostachys es un género de plantas con flores perteneciente a la familia Euphorbiaceae. Es originario de África.

## Taxonomía
El género fue descrito por Otto Wilhelm Sonder y publicado en Linnaea 23: 106. 1850.
Etimología
Es género deriva del griegospiros = espiral, stachys = espiga, en alusión a las espigas de flores de la planta.

## Especies aceptadas
A continuación se brinda un listado de las especies del género Spirostachys aceptadas hasta octubre de 2012, ordenadas alfabéticamente. Para cada una se indica el nombre binomial seguido del autor, abreviado según las convenciones y usos.
- Spirostachys africana Sond.
- Spirostachys venenifera (Pax) Pax

## Enlaces exgternos
- Wikimedia Commons alberga una categoría multimedia sobre Spirostachys.

- Datos: Q7578202
- Multimedia: Spirostachys / Q7578202
- Especies: Spirostachys